# Neil H. Jacoby
Neil Herman Jacoby (* 19. September 1909 in Saskatchewan, Kanada; † 31. Mai 1979 in Los Angeles, Kalifornien) war ein US-amerikanischer Wirtschaftswissenschaftler und Hochschullehrer, der unter anderem 1949 Präsident der American Finance Association sowie zwischen 1953 und 1955 Mitglied des Council of Economic Advisers war.

## Leben
Jacoby begann nach dem Schulbesuch zunächst ein grundständiges Studium an der University of Saskatchewan, das er 1930 mit einem Bachelor of Arts (B.A.) abschloss. Ein postgraduales Studium der Wirtschaftswissenschaften an der University of Chicago schloss er 1938 mit einem Doctor of Philosophy (Ph.D.) mit einer Dissertation mit dem Titel Retail sales taxation. Relation to business and consumers, and administrative problems ab. Anfang bis Mitte der 1940er Jahre war er Mitarbeiter im Nationalen Büro für Wirtschaftsforschung NBER (National Bureau of Economic Research) und verfasste für dieses mehrere finanz- und wirtschaftswissenschaftliche Sachbücher. Er war als Professor an der University of Chicago sowie an der University of California, Los Angeles (UCLA) tätig sowie Mitglied des Kuratoriums der Naval Postgraduate School (NPS) in Monterey. Er fungierte zeitweise als Dekan der Graduate School of Business Administration der UCLA.
1949 wurde Jacoby für ein Jahr Präsident der American Finance Association. 1953 wurde er zum Mitglied des Council of Economic Advisers berufen, ein Beratungsorgan des Präsidenten der Vereinigten Staaten. Diesem gehörte er bis 1955 an. 1968 war er zudem Berater des Federal Reserve System sowie 1973 Fellow der International Academy of Management. Er engagierte sich zudem für die American Economic Association, das Center for International Business, den Council on International Progress in Management, die National Planning Association, die National Tax Association sowie die Tax Research Foundation.

## Veröffentlichungen
- Retail sales taxation. Relation to business and consumers, and administrative problems, Dissertation, University of Chicago, 1938
- Term lending to business…, National Bureau of Economic Research, 1942
- Financing inventory on field warehouse receipts…, National Bureau of Economic Research, 1944
- Business finance and banking, Mitautor Raymond J. Saulnier, National Bureau of Economic Research, 1947
- Can prosperity be sustained? Policies for full employment and full production without price inflation in a free economy, Holt, 1956
- Evaluation of U.S. economic aid to free China, 1951-1965, Department of State, 1966
- European economics - east and west. Convergence of five European countries and the United States, Mitautor James E. Howell, World Pub. Co., 1967
- The polluters: industry or government?, Mitautor F. G. Pennance, Institute of Economic Affairs, 1972
- Corporate power and social responsibility. A blueprint for the future, Macmillan, 1973